# 叶连娜·格林斯卡娅
叶连娜·瓦西里耶芙娜·格林斯卡娅（羅馬化：Yelena Vasil'yevna Glinskaya；1510年—1538年），莫斯科公國大公瓦西里三世第二任妻子和俄羅斯攝政（1533至1538年）。伊凡四世的母親。

## 背景
生父母为立陶宛贵族格林斯基 瓦西里·利沃维奇·格林斯基和塞尔维亚贵族安娜·雅克西奇的女儿。在1525年，瓦西里三世因第一任妻子長期無子决定離婚，和叶连娜結婚。據編年史記載，他選擇叶连娜是因為她的美貎和年輕。

## 大公主
儘管俄羅斯東正教會強烈反對，離婚仍被執行。叶连娜後生下伊凡和尤里兩位王子。後來傳言說叶连娜在一位薩米人女巫幫助下受孕，瓦西裡三世在他臨終前授權她可代行政務直到他的長子已經足夠成熟可治理國家。它可以被定義為攝政，波雅們也不得不向她滙報政務。

## 攝政
她統治時期波雅們經常互相衝突，一些歷史學家相信，她是被叔伊斯基家族毒死的。

## 備註
1. ↑  该族起源传统上被认为是在基辅受洗得名亚历山大，在维陶塔斯属下服务，马麦的孙子亚历山大·格林斯基。另说起源于留里克奥利戈维奇系后裔